# Morophaga
Morophaga is een geslacht van vlinders van de familie echte motten (Tineidae).

## Soorten
- M. borneensis Robinson, 1986
- M. bucephala (Snellen, 1884)
- M. capnochalca (Meyrick, 1932)
- M. clonodes (Meyrick, 1893)
- M. cremnarcha (Meyrick, 1932)
- M. choragella

Elfenbankjesmot (Denis & Schiffermüller, 1775)
- M. fasciculata Robinson, 1986
- M. formosana Robinson, 1986
- M. hyrcanella Zagulajev, 1966
- M. iriomotensis Robinson, 1986
- M. morella (Duponchel, 1838)
- M. morellus (Duponchel, 1838)
- M. sistrata (Meyrick, 1916)
- M. soror Gozmány, 1965
- M. vadonella (Viette, 1955)